# No Man's Gold (film 1926)
No Man's Gold è un film muto del 1926 diretto da Lew Seiler. La sceneggiatura di John Stone si basa sul romanzo Dead Man's Gold di J. Allen Dunn pubblicato a New York nel 1920.

## Trama
Tom, assieme al suo aiutante Lefty, soccorre un moribondo, ferito mortalmente da Healy per ordine di Krell, il suo capo. Negli ultimi istanti di vita, l'uomo, un minatore, chiede ai due di occuparsi del suo bambino e lascia loro la mappa di una miniera che lui ha ritrovato e che divide in tre parti.
Durante un rodeo, Tom va in aiuto di Jane Rogers, una dei concorrenti. Lei, seguendo Krell e Haley che vanno alla ricerca della miniera perduta, viene catturata mentre cerca di avvertire Tom. Con l'aiuto di Tony, il suo cavallo, Tom salva la ragazza e demolisce la baracca dove si nascondono i banditi.

## Produzione
Il film fu prodotto dalla Fox Film Corporation.

## Distribuzione
Il copyright del film, richiesto dalla Fox Film Corp., fu registrato l'8 agosto 1926 con il numero LP23030.
Distribuito dalla Fox Film Corporation e presentato da William Fox, il film uscì nelle sale cinematografiche USA il 29 agosto 1926. Il 29 ottobre 1928, fu distribuito in Finlandia; il 3 marzo 1930, in Danimarca.
Non si conoscono copie ancora esistenti della pellicola che viene considerata presumibilmente perduta.